# روز برينر
روز برينر (بالإنجليزية: Rose Brenner)‏ هي نسوية ‏ أمريكية، ولدت في 1884 في بروكلين في الولايات المتحدة، وتوفي بنفس المكان في 1926.